# Markus Granseth
Lars Markus Granseth, tidigare Johansson, född 17 februari 1983 i Alingsås församling, Älvsborgs län, är en svensk programledare och producent. 

## Biografi
Granseth har lett SVT:s  Bolibompa, Sagomattan, Morgonshowen, Kvällsshowen och Random Mix. Han har även medverkat som en av programledarna i SVT:s program Sommarlov. År 2022 blev han programledare för Barnmorgon i Barnradion.
I Tant Lyckras hemliga klubb spelade han rollen som sig själv och i filmen om Cornelis Vreeswijk, Cornelis (2010), gestaltade han trubaduren Sid Jansson. 
Granseth har även producerat radio- och tv-programmet Retorikmatchen för Utbildningsradion, samt producerat Sagomattan för Sveriges Television. Han har även varit redaktör för Lilla sportspegeln. Granseth är engagerad i Radiohjälpen där han varit utsänd reporter för Världens barn i Tanzania samt medverkat i tv-sändningarna. Han har arbetat med Victoriafondens insamling för att hjälpa barn med funktionsnedsättning till en aktiv fritid.
Granseth är projektledare, producent och programledare på bolaget Idéstorm AB som han äger tillsammans med Stephan Wilson. Tidigare har han arbetat bland annat som fotograf, ljud- och ljustekniker men också som biografmaskinist.
Han deltog i dansprogrammet Let's Dance 2022 som sändes på TV4, och slutade på femte plats.
År 2023 debuterade han som författare med boken Godnattstund med Markus. Boken bygger på podden Godnattstund.
Sedan augusti 2008 är han gift med Elisabeth Granseth. 

## TV
- 2005–2014 – Bolibompa (programledare, manus, idé)
- 2010–2011 – Hemliga klubben  (skådespelare)
- 2012–2013 – Victoriafonden (producent för inslagskampanj)
- 2014 – Sagomattan (programledare och producent)
- 2014–2015 – Lilla Sportspegeln (redaktör)
- 2014–2022 – Retorikmatchen (producent)
- 2015–2016 – Kvällsshowen (programledare)
- 2015–2017 – Morgonshowen (programledare)
- 2016 – Familjen Rysberg (gästskådespelare)
- 2017–2023 – Bakom Kulisserna (programledare och projektledare)
- 2017–2023 – Lucköppning SVT:s julkalender (programledare)
- 2017 – Random Mix (programledare)
- 2017 – Vasaloppet (reporter)
- 2018–2019 – Experimentkampen (programledare och producent)
- 2019 – Vasaloppet (reporter)
- 2019–2021 – Sommarlov (programledare)
- 2022 – Let's Dance (deltagare)
- 2023 – Kompani Svan (deltagare)
- 2024 – Smartare än en femteklassare (deltagare)

## Film
- 2010 Cornelis (skådespelare)

## Teater
- 2009-2011 Mitt i planeten (manus, skådespelare)